# جيف أوستين (مغني)
جيف أوستين (بالإنجليزية: Jeff Austin)‏ هو مغني أمريكي، ولد في 25 أبريل 1974 في أرلينغتون هايتس في الولايات المتحدة، وتوفي في 24 يونيو 2019 في سياتل في الولايات المتحدة.

## وصلات خارجية
- جيف أوستين على موقع ميوزك برينز (الإنجليزية)
- جيف أوستين على موقع ديسكوغز (الإنجليزية)